# Buile Shuibhne

Buile Shuibhne, en français La folie de Suibhne ou La frénésie de Suibhne, est un récit autour de Suibhne (souvent anglicisé comme Sweeney ou Sweeny), un roi légendaire de Dál nAraidi en Ulster, dans l'Irlande. L'histoire est racontée dans un mélange de poésie et de prose, elle existe dans des manuscrits datant de 1671-1674, mais a certainement été écrite et diffusée dans sa forme moderne du XIIIe siècle au XVe siècle. Des références à des œuvres remontant au Xe siècle, présentent l'histoire d'un roi fou remontant au premier millénaire.
Suibhne était le roi païen de Dal nAraidi en Irlande. Fils de Colman, Suibhne est marié à Eorann. Dans l'histoire, il est dépeint comme un homme indiscipliné qui se met dans une terrible colère. Son tempérament et les conséquences de ses actes poussent Saint Ronan Finn à le maudire. Vers la fin de l'histoire, Suibhne trouve le salut spirituel. Sur son lit de mort, Suibhne devenu un chrétien reçoit le sacrement, la malédiction de l'évêque Ronan ayant suivi son cours.
Il est probablement issu du même fond légendaire celtique que celui de Lailoken et de Myrddin Wyllt, à l'origine de Merlin dans la légende arthurienne.